# وزارة الداخلية (اليونان)
وزارة الداخلية اليونانيَّة (باليونانية: Υπουργείο Εσωτερικών)‏ هي وزارة في اليونان. في 15 سبتمبر 1995، تم دمجها مع وزارة مكتب رئيس الوزراء لتشكيل وزارة الداخلية والإدارة العامة واللامركزية. وفي 19 سبتمبر 2007، تم دمجها مع وزارة النظام العام وعادت إلى اسمها الأصلي. تم إلغاء الاندماج في 7 أكتوبر 2009، عندما قامت وزارة الداخلية واللامركزية والحكم الإلكتروني. وفي 27 يونيو 2011، تم إنشاء وزارة منفصلة للإصلاح الإداري والحوكمة الإلكترونية، وعادت وزارة الداخلية مرة أخرى إلى اسمها الأصلي. في 27 يناير 2015، تم دمج الشركتين مع وزارة النظام العام وحماية المواطن لتشكيل وزارة الداخلية والتنظيم الإداري. تم إنشاء وزارة منفصلة للتنظيم الإداري في 5 نوفمبر 2016، وعادت وزارة الداخلية إلى اسمها الأصلي للمرة الثالثة خلال عقد من الزمن. كما أعيد إنشاء وزارة منفصلة لحماية المواطن في 29 أغسطس 2018. أعيد ضم وزارة التنظيم الإداري إلى وزارة الداخلية في 9 يوليو 2019.

## قائمة الوزراء
في 15 سبتمبر 1995، تم دمج وزارة مكتب رئيس الوزراء ووزارة الداخلية لتصبح وزارة الداخلية والإدارة العامة واللامركزية.

### وزارة الداخلية والإدارة العامة واللامركزية (1995-2007)
| اسم                 | تولى منصبه     | ترك المكتب     | حزب                 | ملحوظات                                                         |
| ------------------- | -------------- | -------------- | ------------------- | --------------------------------------------------------------- |
| أكيس تسوتشاتزوبولوس | 15 سبتمبر 1995 | 30 أغسطس 1996  | باسوك               | حكومة باباندريو الثالثة حتى 22 يناير؛ أول خزانة Simitis بعد ذلك |
| فاسيليوس سكوريس     | 30 أغسطس 1996  | 25 سبتمبر 1996 | مستقل               | كوزير مؤقت لانتخابات عام 1996                                   |
| أليكوس بابادوبولوس  | 25 سبتمبر 1996 | 19 فبراير 1999 | باسوك               | خزانة سيميتيس الثانية                                           |
| فاسو باباندريو      | 19 فبراير 1999 | 20 مارس 2000   | باسوك               | خزانة سيميتيس الثانية                                           |
| جيورجوس كومانتوس    | 20 مارس 1999   | 13 أبريل 2000  | مستقل               | كوزير مؤقت لانتخابات عام 2000                                   |
| فاسو باباندريو      | 13 أبريل 2000  | 24 أكتوبر 2001 | باسوك               | مجلس الوزراء الثالث لكوستاس سيميتيس                             |
| كوستاس سكانداليديس  | 24 أكتوبر 2001 | 13 فبراير 2004 | باسوك               | مجلس الوزراء الثالث لكوستاس سيميتيس                             |
| نيكوس أليفيزاتوس    | 13 فبراير 2004 | 10 مارس 2004   | مستقل               | كوزير مؤقت لانتخابات 2004                                       |
| بروكوبيس بافلوبولوس | 10 مارس 2004   | 24 أغسطس 2007  | الديمقراطية الجديدة | أول حكومة لكوستاس كارامانليس                                    |
| سبيريدون فلوجيتيس   | 24 أغسطس 2007  | 19 سبتمبر 2007 | مستقل               | كوزير مؤقت لانتخابات 2007                                       |

- في 19 سبتمبر 2007، تم دمج وزارة الداخلية والإدارة العامة واللامركزية مع وزارة النظام العام لتشكيل وزارة الداخلية.

### وزارة الداخلية (2007-2009)
| اسم                 | تولى منصبه     | ترك المكتب     | حزب                 | ملحوظات                            |
| ------------------- | -------------- | -------------- | ------------------- | ---------------------------------- |
| بروكوبيس بافلوبولوس | 19 سبتمبر 2007 | 11 سبتمبر 2009 | الديمقراطية الجديدة | الحكومة الثانية لكوستاس كارامانليس |
| سبيريدون فلوجيتيس   | 11 سبتمبر 2009 | 7 أكتوبر 2009  | مستقل               | كوزير مؤقت لانتخابات 2009          |

### وزارة الداخلية واللامركزية والحكومة الإلكترونية (2009-2011)
| اسم            | تولى منصبه    | ترك المكتب    | حزب   | ملحوظات                   |
| -------------- | ------------- | ------------- | ----- | ------------------------- |
| جيانيس راغوسيس | 7 أكتوبر 2009 | 27 يونيو 2011 | باسوك | مجلس وزراء جورج باباندريو |

### وزارة التنظيم الداخلي والإداري (2015–2016)
| اسم                  | تولى منصبه     | ترك المكتب     | حزب    | ملحوظات                          |
| -------------------- | -------------- | -------------- | ------ | -------------------------------- |
| نيكوس فوتسيس         | 27 يناير 2015  | 28 أغسطس 2015  | سيريزا | أول حكومة لأليكسيس تسيبراس       |
| أنتونيس مانيتاكيس    | 28 أغسطس 2015  | 23 سبتمبر 2015 | مستقل  | ثانو حكومة تصريف الأعمال         |
| باناجيوتيس كورومبليس | 23 سبتمبر 2015 | 5 نوفمبر 2016  | سيريزا | الحكومة الثانية لأليكسيس تسيبراس |

### وزارة الداخلية (منذ 2016)
| اسم                | تولى منصبه    | ترك المكتب            | حزب                 | ملحوظات                             |
| ------------------ | ------------- | --------------------- | ------------------- | ----------------------------------- |
| بانوس سكورليتيس    | 5 نوفمبر 2016 | 29 أغسطس 2018         | سيريزا              | حكومة تسيبراس الثانية               |
| ألكسيس هاريتسيس    | 29 أغسطس 2018 | 13 يونيو 2019         | سيريزا              | حكومة تسيبراس الثانية               |
| أنتونيس روباكيوتيس | 13 يونيو 2019 | 9 يوليو 2019          | مستقل               | كوزير مؤقت لانتخابات 2019           |
| تاكيس ثيودوريكاكوس | 9 يوليو 2019  | 5 يناير 2021          | الديمقراطية الجديدة | حكومة كيرياكوس ميتسوتاكيس           |
| ماكيس فوريديس      | 5 يناير 2021  | 23 أبريل 2023         | الديمقراطية الجديدة | حكومة كيرياكوس ميتسوتاكيس           |
| كاليوب سبانو       | 23 أبريل 2023 | 27 يونيو 2023         | مستقل               | كوزير مؤقت لانتخابات 2023           |
| نيكي كيراميوس      | 27 يونيو 2023 | مايجب في الوضع الراهن | الديمقراطية الجديدة | الحكومة الثانية لكرياكوس ميتسوتاكيس |

## أنظر أيضا
- اللامركزية

## روابط خارجية
- الموقع الرسمي باللغة اليونانية

1. ↑  مذكور في: ROR release v1.19. تاريخ النشر: 16 فبراير 2023. مُعرِّف الغرض الرَّقميُّ (DOI): 10.5281/ZENODO.7644942.
2. ↑  مُعرِّف قاعدة بيانات البحث العالمية (GRID): grid.474027.2.